# Like (telenovela)
Like, La Leyenda, ou simplesmente Like, (lit. Like, a Lenda) é uma telenovela mexicana produzida por Pedro Damián para Televisa e foi exibida pelo Las Estrellas entre 10 de setembro de 2018 e 20 de janeiro de 2019, substituindo La jefa del campeón e sendo substituída por Ringo. É inspirada nas telenovelas Rebelde, produzida entre 2004 e 2006 e em Clase 406 de 2002 apesar de ter temáticas semelhantes, a história é original. Apesar de ser rodada no mesmo lugar da parte externa do Colegio Elite Way School de Rebelde, o colégio dessa vez se chamará Life Institute of Knowledge and Evolution: L.I.K.E.
Estreou às 18:30, mas a partir de 8 de outubro de 2018 foi rebaixada para às 17:30. Está passando por estágio de dublagem pela rio sound para ser exibida ainda em 2022 por um canal desconhecido
É protagonizada por Mauricio Abad, Santiago Achaga, Roberta Damián, Macarena García, Anna Iriyama, Ale Müller, Carlos Said e Víctor Varona. Que são integrantes da banda LIKE, além dos outros protagonistas (não integrantes da banda): Diana Paulina, Catalina Cardona, Brigitte Bozzo, Violeta Majagranzas, Bernardo Flores e Zuri Sasson, Paty Maqueo e Julia Maqueo. A produção também conta com dois brasileiros em seu elenco: Flavio Nogueira e Rodrigo Massa.

## Enredo
O Life Institute of Knowledge and Evolution (LIKE), é uma escola tecnológica de alto nível que é promovida como "moderna" e "aberta", mas que, na realidade, é profundamente tradicional e esquemática. A nova geração do ensino médio começa o ano letivo com as rotinas rigorosas e tediosas de qualquer escola tradicional. Embora a escola se considere uma instituição de vanguarda, as técnicas educacionais não estimulam ninguém. Pelo contrário, tornaram-se apáticos e conformistas tanto aos professores quanto aos estudantes, limitando em ambos os casos suas possibilidades de expressão. Esta limitação terminando "desligar" o interesse dos alunos, será desafiado por Gabriel King (Gabo), um professor atípico que chega à escola depois de muitos anos de experiência e de ter sido um ex-aluno da mesma escola. Gabo irá provocar os meninos, de suas aulas, para que eles não se contenham ou se conformem com o que os adultos querem impor a eles. Isso gerará uma "revolução" na escola que enfrentará as crianças e o professor com as autoridades semelhantes.
O novo ano escolar está prestes a começar, há novos alunos com histórias peculiares como Ulisses (recém-saído de uma comunidade de Tratamento para Adolescentes), León (filho de mafioso) e Emilia (mãe adolescente), e os alunos que já eram conhecidos como Antonia, Claudio, Machu e Silverio. Eles são unidos por outros estudantes como Romi (uma garota inteligente com uma obsessão por seguir uma vocação religiosa), Jessica (uma youtuber colombiana com Transtorno do Deficit de Atenção com Hiperatividade), Manuela (uma estudante bissexual alternativa, que perdeu os pais e agora vive com o avô), Daniel (um menino irritado por uma doença que ameaça sua vida) Thiago (um brasileiro que sonha ser um famoso jogador de futebol) e Keiko (uma japonesa que veio de longe para estudar em LIKE).
Todas essas personalidades farão parte de um grupo que busca desesperadamente uma identidade, enquanto tentam sobreviver as imposições adultas impor a viver sua própria vida, que eles decidem. Alguns obstáculos vêm de suas próprias histórias pessoais, e outros, suas relações com os outros e com seu ambiente escolar, por exemplo, o professor da História do Mundo Contemporâneo, Humberto Del Águila, ameaça-os desde o início do ano que metade dos alunos não passará o primeiro semestre pela exigência acadêmica e será dedicado a não exigir, mas para prosseguir.
Assim, durante o primeiro semestre, os jovens protagonistas desta história, eles estabelecerão relacionamentos, se identificarão com seus pares e procurarão dar voz às suas prioridades. Em paralelo, eles descobrirão o material oculto de a banda de rock que anos atrás Gabo e seus amigos formaram na escola, sem saber o que tem a ver com Gabo, nem que ele está procurando por isso. Será a partir desse material que essas crianças começarão a fazer música e pouco a pouco vão recriar a lenda daquela banda que uma vez .lá existia, até descobrir que Gabo fazia parte dela. Juntos eles continuarão o legado dessa banda e eles vão tentar resolver o mistério sobre o paradeiro de Leonardo. Ao mesmo tempo, os meninos formarão um banda unida por sua paixão pela música e sua necessidade de se expressar. Pouco a pouco, as histórias vão estar acontecendo, impactando e intercalando uns com os outros: aqueles desses jovens, os de suas famílias e os de seus professores.
No início, Gabo (Christian Chávez), professor de Artes e Teatro, se faz conhecido com um adaptação controversa que o grupo faz para um clássico do teatro Grego Na rotina diária compartilhada com os alunos, é conhecido como o professor favorito; o legal, o criativo, aquele que os entende, etc. Isto leva a muitos problemas com os outros professores (embora não com todos, ele também terá seus aliados), com os pais e do Conselho, e através de sua influência, os protagonistas serão levados pela mão por Gabo e Isadora, uma professora de ciências da terra, que irá motivar os alunos a acordar e agir de acordo escola e para o seu mundo. Ao longo do caminho, os personagens, todos com diferentes preferências musicais, descobrirão sua paixão pela música como uma forma de expressão e acabará por unir seus esforços em um banda musical. Até o final do semestre, os oponentes de Gabo estão prestes a alcançar sua expulsão da escola, mas os alunos se juntam e organizam um concerto da banda para apoiá-lo. Sem autoridades escolares sabê-lo (e muito menos autorizá-lo), os meninos organizarão a primeira performance da banda ao vivo, com a ajuda e suporte massivo de todos os alunos de LIKE. Antes da apresentação, tudo parece indicar que vários membros do grupo serão separados por suas diferentes situações da vida. Esta situação leva-os a arriscar tudo por tudo porque já vêem o seu sonhos perdidos. No final da primeira temporada, o grupo vai ser descoberto e correrão risco de serem expulsos.

## Temáticas
- Maternidade na adolescência por meio da personagem Emília (Ale Müller) que é mãe na adolescência e sofre o drama de conciliar a filha Martina com os estudos.
- Sexo por meio dos personagens Machu (Macarena García) e Silvério (Victor Varona) que mantem relações sexuais sem preservativo.
- Prostituição por meio da personagem Jéssica que é obrigada a se prostituir online para manter a familia.
- virgindade por meio do personagem Daniel (Zuri Sansson) que é virgem e realiza sua primeira pratica sexual.
- Pornografia de vingança por meio da personagem Antonia (Roberta Damian) que teve um video intimo vazado por Daniel (Zuri Sansson).
- Infeções sexualmente transmissíveis por meio da personagem Romina que contrai Vírus do papiloma humano na sua primeira relação sexual com Pepe Toledo.
- Religião e fanatismo religioso por meio da personagem Romina (Diana Paulina) que é cristã e insiste na obceção de ser freira.
- Alcoolismo com o personagem Rodolfo (Bernie Paz) pai de Ulisses que sofre com o Alcoolismo. Logo em seguida a personagem Manuela (Violeta alonso) também entra no mundo do Alcoolismo.
- Drogas por meio do personagem Claudio (Santiago Achaga) que é dependente químico.
- Tabagismo por alguns alunos de Like como Manuela (Violeta Alonso), Daniel (Zuri Sansson) e até mesmo Machu (Macarena Garcia) são dependentes do cigarro.
- Bullying por meio da personagem Kathy que sofreu bullying na infância e agora reproduz na adolescência.
- Crimenalidade por meio do personagem Ulisses ( Mauricio Abad) que foi preso por roubo, sequestro e Latrocínio.
- Narcotráfico por meio do personagem Leon (Carlos Said) que tem uma familia de narcotraficantes.
- Assédio sexual e pedofilia por meio de Jessica (Catalina Cardona) que sofreu assédio de seu professor Fabricio (Manoly Diaz)
- Estupro por meio da personagem Antonia que sofreu uma tentativa de estupro pelo personagem Kevin (Eduardo Barquin).
- Depressão (humor) por meio da mãe de Silverio que tem Depressão crônica
- Tentativa de Suicídio por meio dos personagens Romina e Daniel que tentam se matar em dois capitulos diferente.
- Diversidade por meio de toda a pluralidade cultural que existe dentro do colégio L.I.K.E.
- Homossexualidade por meio do personagem Pablo (Bernado Flores) que é secretamente homossexual e mantem relações com Sebastián (Kevin Rogers).
- Bissexualidade por meio da personagem Manuela (Violeta Alonso) que é bissexual.
- União homoafetiva por meio da mãe de Romina que decide se casar e viver junto com a namorada
- Homofobia por meio do preconceito vivido pelos personagens LGBTs da trama na escola.
- Falsidade ideológica por meio da personagem Keiko que guarda um segredo imigratório com uma série de passaportes falsos.
- Cirurgia plástica A personagem Jéssica na constante luta contra seu corpo decide fazer uma cirurgia plástica e concorda em fazer a Lipoaspiração
- Dirigir sob o efeito do álcool Silverio decide dirigir alcolizado assim botando sua vida e a de Romi em perigo logo em seguida eles sofrem um grave acidente.
- Anorexia nervosa e  por meio da personagem Jessica ( Catalina Cardona) que por meio de um relacionamento online acaba sendo influenciada por ele a se tornar mais magra levando-a a um quadro de transtorno alimentar.
- Cultura do Japão a partir da ultima semana de LIKE a banda viaja ao Japão conhecendo a familia de Keiko (Anna Iriyama)
- Casamento forçado o pai de keiko que é lider de uma mafia Japonesa força sua filha a se casar com akira um rapaz jovem de familia conectada com a dela.

## Elenco

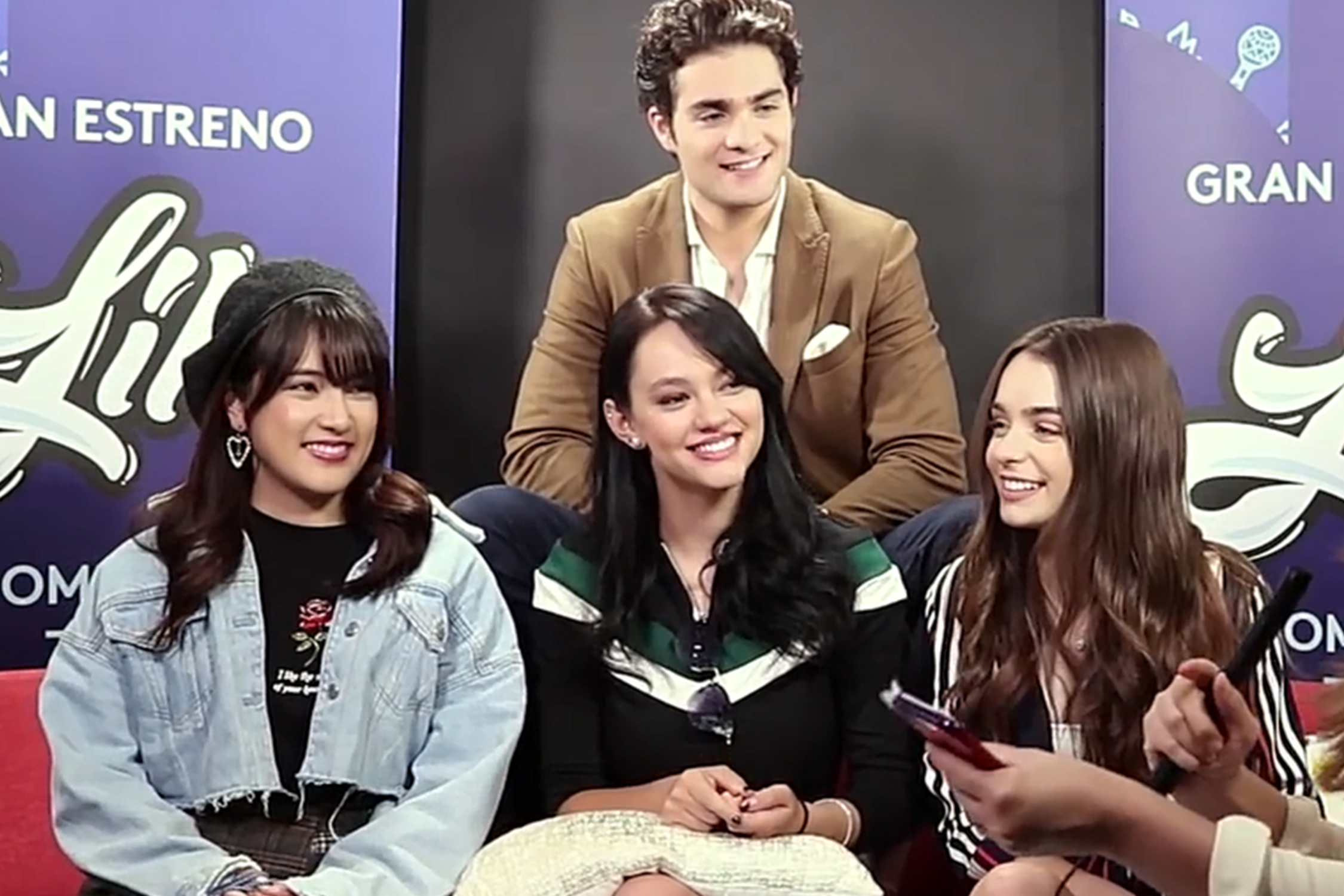
Parte do elenco de Like durante uma entrevista em outubro de 2018. Ao fundo está Carlos Said, a esquerda está Anna Iriyama, no centro está Alle Müller e a direita está Macarena García.

| Atores             | Personagem                   |
| ------------------ | ---------------------------- |
| Mauricio Abad      | Ulises Reyes                 |
| Santiago Achaga    | Cláudio Mayer                |
| Roberta Damián     | Antonia de Haro              |
| Macarena García    | Maria Assunção "Machu" Salas |
| Anna Iriyama       | Keiko Kobayashi              |
| Ale Müller         | Emília Ruiz                  |
| Carlos Said        | Leon Rubio                   |
| Víctor Varona      | Silvério Gil                 |
| Diana Paulina      | Romina Flores                |
| Violeta Alonso     | Manuela Gandia               |
| Catalina Cardona   | Jéssica Martinez             |
| Flavio Nogueira    | Thiago Peralta               |
| Bernardo Flores    | Pablo Valentin               |
| Zuri Sasson        | Daniel Cohen                 |
| Briggitte Bozzo    | Kathy                        |
| Eduardo Barquín    | Kevin                        |
| Christian Chávez   | Gabriel Rey "Gabo"           |
| Oscar Cano         | Lalo                         |
| Kevin Rogers       | Sebastián                    |
| Paty Maqueo        | Renata                       |
| Julia Maqueo       | Regina                       |
| Isela Vega         | Eduarda                      |
| Adriana Nieto      | Martha                       |
| Zoraida Gómez      | Isadora Granados             |
| Candela Márquez    | Candela                      |
| Rodrigo Massa      | Richie Comanche              |
| Karla Cossio       | Clara                        |
| Amairani           | María Inés                   |
| Mar Contreras      | Isaura                       |
| Bernie Paz         | Rodolfo Reyes                |
| Sergio Klainer     | Iñigo                        |
| Rodrigo Murray     | Armando 'El Gûero' Gil       |
| Ceci de la Cueva   | Soledad                      |
| Oscar Schwebel     | Humberto                     |
| Wendy Braga        | Brenda Santiago              |
| OlinKa Velázquez   | Silvia                       |
| Maria Pia Sanz     | Rosario                      |
| Gina Castellanos   | Victoria                     |
| Carolina Sepúlveda | Marcela                      |
| Lenny Zundel       | Jacobo                       |
| Daphne Montesinos  | Valeria                      |
| Enoc Leaño         | Baldomero                    |
| Gabriel Navarro    | Javier                       |
| Gabriela Zamora    | Rosa                         |
| Marcela Mañoz      | Jacqueline "Jaque"           |
| Rafael Nieves      | Germán                       |
| Sahit Sosa         | Abel                         |
| Analay Rodriguez   | Wanda                        |
| Carlos Marmen      | Felipe                       |
| Manoly Díaz        | Fabricio                     |
| David Ramírez      | Govilda                      |
| Julieth Herrera    | Dalia                        |
| Gustavo Rincón     | Mario                        |
| Luz Aldan          | Graciela                     |
| Andres Baida       | Pepe Toledo                  |
| Alejandro Belmonte | Misamor                      |
| Jordi Rosh         | Pascual                      |
| Irving Peña        | Miguel                       |
| Christian Almeyda  | Misamor                      |

## Produção
As primeiras cenas foram filmadas em Jerusalém, Israel, durante o mês de março de 2018 e em abril começou a filmar no fórum 14 da Televisa San Ángel. No final de julho, a produção da primeira temporada entrou em sua reta final. Pedro Damián confirmou que a primeira temporada terá 97 episódios, 17 a mais que o esperado. Damián também revelou que já estaria trabalhando na segunda temporada e que em outubro viajará ao Japão para filmar e pretendia filmar também no Brasil nada foi confirmado.

### Escolha do elenco
Para escolher os protagonistas da série, a equipe de produção viajou por todo o mundo para realizar a escolha do elenco, a série contará com atores de diferentes partes do mundo, como Israel, Japão, Estados Unidos, Espanha, Colômbia, Peru e Brasil.

## Grupo musical Like
Um grupo musical foi formado com oito dos principais atores da telenovela, sendo eles Mauricio Abad, Santiago Achaga, Roberta Damián, Macarena García, Anna Iriyama, Ale Müller, Carlos Said e Víctor Varona. O desempenho de estréia do grupo ocorreu no Premios Juventud em 22 de julho de 2018, em Miami, onde eles interpretaram seu primeiro single, "Este Movimiento".  O vídeo musical oficial de "Este Movimiento" estreou em 10 de julho e foi lançado oficialmente para download e transmissão digital em 20 de julho de 2018.
Originalmente a banda era formada por: Roberta Damián, Macarena García, Carlos Said, Santiago Achaga, Ale Müller, Diana Paulina, Víctor Varona e Mauricio Abad. Depois de uma revisão de casting e uma série de estudos o produtor Pedro Damián achou que seria mais interessante substituir Diana Paulina pela japonesa Anna Iriyama. Alguns especialistas em música acharam que a voz da mexicana Diana Paulina combinou mais com as vozes do restante do grupo mas o produtor achou que ia ser mais interessante a Japonesa por sua experiência no grupo AKB48.
Em novembro de 2018, com o fim das gravações da novela foi anunciada a saída de Ale Müller e Carlos Said do grupo para focarem na atuação. Em entrevista Ale Müller revelou: "Eu quero consolidar minha carreira de atriz. Estar em uma banda agora não está nos meus planos." Carlos Said, também manifestou sobre sua saída: "Quero dizer que já estou gravando uma nova série, que está muito boa. Estou fascinado com essa produção. Quero dizer também que eu já não estou mais na banda. Tem coisas que acontecem e temos que ter uma decisão a tomar. Mas continuem com Like, é uma banda muito boa e grandiosa." Dias depois  Pedro Damián escalou outra atriz da novela, Diana Paulina, para substituir Ale Müller em uma apresentação de fim de ano da banda para a televisa mas a entrada de Diana na banda ainda não está confirmada, em uma live o produtor Pedro Damian disse ''seria muito bom ter ela na banda mas até agora a banda só está formada pelos 6 que sobraram''.

## Episódios
| N.º | Título                                                            | Exibição original      | Audiência (milhões) |
| --- | ----------------------------------------------------------------- | ---------------------- | ------------------- |
| 1 | "¿Quién grabó a Antonia borracha para balconearla en la escuela?" | 10 de setembro de 2018 | 2.9                 |
| Após as férias, os alunos do Like voltam à escola e comemoram em uma festa. Antonia fica bêbada e não se lembra de nada do que aconteceu na noite anterior, até que um vídeo comprometedor começa a circular onde ela é a protagonista. |                                                                   |                        |                     |
| 2 | "Antonia y Ulises, ¡casi se besan!"                               | 11 de setembro de 2018 | 2.3                 |
| Antonia descobre que Ulises não foi quem gravou o vídeo dela, e que ele foi quem a levou em segurança para o quarto dela. Depois que Antonia dedica uma música para Ulisses, ele tenta beijá-la, mas elas são interrompidas. Emilia descobre com a notícia de que Leon é filho de um traficante.                                                                      |                                                                   |                        |                     |
| 3 | "Emilia tendrá que hacerse cargo de su hija"                      | 12 de setembro de 2018 | 2.9                 |
| Cansada de ser sua protetora, a mãe de Emilia dá à filha a responsabilidade de parar de fingir ser uma boa menina e assumir seu papel de mãe. Machu teme estar grávida de Silverio, então sua mãe a força a fazer um teste de gravidez. Antonia confessa a Ulises o amor que sente por ele. Manuela encontra o culpado que vazou o vídeo de Tony.                     |                                                                   |                        |                     |
| 4 | "Tony y Ulises ya son novios, pero ¿ya tuvieron relaciones?"      | 13 de setembro de 2018 | 2.8                 |
| Sabendo que Ulises e Antonia já estão namorando, Claudio tenta confessar seus sentimentos a Antonia, mas é impossível contra Ulysses. Leon e Sole ajudam Emilia a cuidar de sua filha Martina enquanto ela consegue um emprego com Brenda. Os professores Gabriel e Isadora ensinam corretamente a aula sobre educação sexual. O lado nobre de Silvério é descoberto. |                                                                   |                        |                     |
| 5 | "Machu se pasa de lanza con Silverio"                             | 14 de setembro de 2018 | 2.3                 |
| A mãe de Silverio sofre uma grande depressão desde que seu pai a deixou. Depois de encontrá-lo com Manuela, Machu decide se vingar de Silverio, publicando uma foto de sua mãe nas redes sociais. Claudio segue Ulises e descobre que ele era um delinquente. Manuela afirma Jessica por roubar seu vídeo.                                                            |                                                                   |                        |                     |
| 6 | "Jessica piensa en desnudarse para ganar followers"               | 17 de setembro de 2018 | 2.3                 |
| Jessica está com problemas, dos vídeos que ela envia para as redes, ela mantem sua família. Antonia descobre que seu irmão foi internado em uma escola para crianças especiais |                                                                   |                        |                     |

### Especiais
| N.º | Título                    | Exibição original     |
| --- | ------------------------- | --------------------- |
| 1 | "Like El Origen, Parte 1" | 1 de setembro de 2018 |
| Especial sobre como a telenovela foi criada a partir da escolha do elenco, figurinos, cenografia.              |                           |                       |
| 2 | "Like El Origen, Parte 2" | 8 de setembro de 2018 |
| Especial sobre as filmagens da série em Israel, criação da música e da performance no Premio Juventud de 2018. |                           |                       |

## Prêmios e Indicações

### Premios TVyNovelas 2019
| Categoria                 | Nominados                      | Resultados |
| ------------------------- | ------------------------------ | ---------- |
| Melhor telenovela         | Pedro Damián                   | Indicado   |
| Melhor vilão              | Óscar Schwebel                 | Indicado   |
| Melhor primera atriz      | Isela Vega                     | Indicado   |
| Melhor ator co-estelar    | Rodrigo Murray                 | Indicado   |
| Melhor atriz juvenil      | Ale Müller                     | Indicado   |
| Melhor atriz juvenil      | Macarena García                | Indicado   |
| Melhor atriz juvenil      | Roberta Damián                 | Indicado   |
| Melhor ator juvenil       | Santiago Achaga                | Venceu     |
| Melhor ator juvenil       | Carlos Said                    | Indicado   |
| Melhor ator juvenil       | Mauricio Abad                  | Indicado   |
| Melhor direção de câmeras | Vivian Sánchez y Daniel Ferrer | Indicado   |
| Melhor direção de cena    | Luis Pardo y Eloy Ganuza       | Indicado   |
| Melhor adaptação          | María Cervantes Balmori        | Indicado   |
| Melhor tema musical       | «Este movimiento» (Like)       | Indicado   |